# Spice Girls
Spice Girls su britanski pop sastav osnovan 1994. godine. Najpoznatiju postavu sastava činile su pjevačice Geri Halliwel ("Ginger Spice"), Victoria Beckham ("Posh Spice"), Melanie Brown ("Scary Spice"), Emma Bunton ("Baby Spice") i Melanie Chisholm ("Sporty Spice"). Sastav je 1996. potpisao diskografski ugovor s izdavačkom kućom Virgin Records i izdao svoje prvi singl "Wannabe", koji je dospio na top ljestvice 30 zemalja i donio sastavu titulu fenomena. 
Njihov debitantski album "Spice" je prodat u više od 28 milijuna primjeraka širom svijeta, što ga čini najprodavanijim albumom jednog ženskog sastava. Do danas sastav je prodao više od 80 milijuna nosača zvuka širom svijeta, što ih čini najuspješnijom ženskim sastavom i jednim od najuspješnijih pop sastava na svijetu.
U srpnju 2018. godine, grupa se ujedinila po drugi put, no ovaj put bez Victorie Beckham, koja se odbila pridružiti zbog drugih obveza.

## Povijest sastava

### 1994. – 1996.: Početak
Sredinom devedestih otac i sin, Bob i Chris Herber, koji su bili menadžeri, smisli su plan o osnivanju ženske pop grupe koja bi parirala tada popularnim muškim sastavima. U veljači 1994. godine, menadžement je dao oglas u novine u kojem traže mlade i talentirane glazbenice s pjevačim i plesačkim sposobnostima. Na oglas su se javile stotine djevojaka, ali na prvoj audiciji izabrane su Victoria Beckham, Melanie Brown, Melanie Chisholm, Michelle Stephenson i Geri Halliwell, koja je naknadno izabrana. Zbog neslaganja s ostatkom sastava Michelle Stephenson je ubrzo napustila sastav, a na njeno mjesto došla je Emma Bunton. U Ožujku 1995. godine, sastav upoznaje menadžera Simona Fullera, s kojim potpisuju ugovor o suradnji i koji im donosi prvi ugovor s diskografskom kućom Virgin Records.

### 1996. – 1997.:Spicei prodor
Dana 7. lipnja 1996. godine, sastav izdaje svoje prvi singl "Wannabe", koji je debitirao na trećem mjestu top ljestvice singlova, a već sljedeći tjedan bio je na prvom mjestu, gdje je ostao sedam tjedana. Pjesma je postala svjetski hit dospjevši na top ljestvice 30 zemalja, što ga čini naprodavanijim singlom jednog ženskog sastava. Drugi singl "Say You'll Be There" izdan je u listopadu iste godine, dospio je na prvo mjesto top ljestvice, gdje je ostao dva uzastopna tjedna. U studenom 1996. godine, sastav je izdao svoj prvi studijski album "Spice". U prvih sedam tjedana album je bio prodan u više od 1,8 milijuna primjeraka, samo u Engleskoj, a u konačnici je prodan u više od 28 milijuna primjeraka širom svijeta, što ga čini najprodavanijim albumom jednog ženskog sastava. U Engleskoj je album debitirao na prvom mjestu top ljestvice gdje je ostao petnaest tjedana, a nagrađen je 10x platinskom certifikacijom. U Europi album je postao najuspješniji album godine što je potvrđeno dodjeljivanjem 8x platinaste certifikacije. Treći singl s albuma bio je "2 Become 1", koji je postao prvi  božićni singl sastava, debitirajući na mjestu broj jedan top ljestvice s prodatih 430,000 primjeraka u prvom tjednu prodaje.

### 1997. – 1998.:Spiceworldi uspjeh
U listopadu sastav izbacuje prvi singl s drugog studijskog albuma, pjesmu "Spice Up Your Life" koja je debitirala na prvom mjestu top ljestvice, čineći peti uzastopni broj jedan u Engleskoj. Istog mjeseca, sastav je imao svoj prvi koncert u Turskoj pred 40.000 ljudi. U studenom 1997. sastav izdaje svoj drugi studijski album Spiceworld, koji postaje svjetski bestseller, u konačnici je prodan u više od 20 milijuna primjeraka. Spice Girls su time postale najprodavaniji sastav 1997. i 1998. godine. U prosincu 1997. godine izdaju drugi singl "Too Much" koji je postao njihov drugi  božićni singl u Engleskoj, ostao je prvom mjestu top ljestvice šest uzastopnih tjedana. U veljači 1998. godine, sastav osvaja specijalno Brit Awards priznanje za 32 milijuna prodatih primjeraka albuma i singlova. Treći singl s albuma je bio "Stop", koji je dospio na drugo mjesto top ljestvice u Velikoj Britaniji.
U ožujku iste godine, sastav započinje sa svojom prvom turnejom "Spiceworld Tour" po Europi i SAD-u. Dana 31. svibnja 1998. godine, Geri Halliwell napustila je sastav tijekom turneje, a kao razlog odlaska navela je iscrpljenost i umor. Posljednji singl s drugog albuma bio je "Viva Forever", to je ujedno i posljednji singl s vokalima Geri Halliwell, do 2007. godine kada su se ponovo okupile.

### 1998. – 2000.:Third Time Around,Foreveri stanka
Geri je napustila grupu usred turneje i rada na trećem studijskom albumu "Third Time Around" koji je trebao donijeti raznovrsniji zvuk od prethodnika i više predstaviti osobnost te glazbeni identitet svake članice. Djevojke su u posljednjem zajedničkom intervjuu s Geri u emisiji This morning potvrdile da će se novi album sastojati od solo pjesama svake članice te zajedničkih pjesama, ali i dueta nekih članica čime će u potpunosti doći do izražaja njihove razlike, ali i sličnosti te da će album biti nešto zreliji i predstavljat će evoluciju u zvuku, ali i zadržati suštinu onoga što Spice Girls predstavljaju. Sastav u prosincu 1998. izdaje svoje treći  božićni singl, koji je dospio na prvo mjesto top ljestvice UK Singles Chart. To je pjesma Goodbye koja je jedina objavljena od materijala snimljenog za album Third Time Around i posvećena je odlasku Geri iz grupe te slavlju svega što su postigle zajedno. Mel B i Victoria su u isto vrijeme zatrudnile te je grupa zbog njihovog porodiljnog uzela predah od nastupa. Godine 1999., sastav održava turneju u Engleskoj, pod nazivom "Christmas in Spiceworld", koja se odvijala u Londonu i Manchesteru. Početkom 2000. godine, sastav je nagrađen prestižnom nagradom Brit Awards za ogroman doprinos u glazbi. U studenom iste godine, sastav izdaje svoj treći studijski album "Forever", koji je dospio na drugo mjesto UK Albums Chart top ljestvice, a u konačnici prodan je u 5 milijuna primjeraka. S albuma je izdan jedan singl "Holler / Let Love Lead Your Way", koji je dospio na prvo mjesto top ljestvice singlova. Prosinca iste godine sastav je najavio privremeni prestanak rada sastava na neodređeno vrijeme. 

### 2007. – danas: Ponovna okupljanja iGreatest Hits
Godine 2007. sastav se ponovo okupio i započeo svoju povratničku turneju "The Return of the Spice Girls" po Engleskoj, Europi i SAD-u. Iste godine sastav objavljuje svoj prvi kompilacijski album "Greatest Hits", sa svim izdanim singlovima i dvije nove pjesme "Headlines (Friendship Never Ends)" i "Voodoo". Kao povratnički singl izdan je "Headlines (Friendship Never Ends)", koji je dospio na jedanaesto mjesto UK Singles Chart top ljestvice. Nakon turneje sastav se ponovo okupio 2012. godine zbog nastupa na Olimpijskim igrama u Londonu, kao i premijere njihovog mjuzikla "Viva Forever: The Musical".
U srpnju 2018. godine, sastav je najavio ponovno okupljanje, no ovaj put bez Victorie Beckham, koja se odbila pridružiti zbog drugih obveza. U studenom i turneju "Spice World – 2019 Tour", koja će započeti u svibnju 2019. godine.

## Diskografija

### Studijski albumi
- Spice (1996.)
- Spiceworld (1997.)
- Third Time Around (1998.)
- Forever (2000.)

### Kompilacijski albumi
- Greatest Hits (2007.)

## Turneje
- Spiceworld Tour (1998.)
- Christmas in Spiceworld (1999.)
- Forever Tour (2001.)
- The Return of the Spice Girls (2007 - 08.)
- Spice World – 2019 Tour (2019.)

## Vanjske poveznice
- Službena stranica